# Eunidia cruciata
Eunidia cruciata är en skalbaggsart som beskrevs av Aurivillius 1925. Eunidia cruciata ingår i släktet Eunidia och familjen långhorningar. Inga underarter finns listade i Catalogue of Life.